# أندرياس شولتسه
أندرياس شولتسه (بالألمانية: Andreas Schulze)‏ هو رسام وأستاذ جامعي ألماني، ولد في 11 سبتمبر 1955 في هانوفر في ألمانيا.